# Joan Alavedra i Segurañas
Joan Alavedra i Segurañas   (Barcelona, 1896 - el Raval, 2 de novembre de 1981) fou un escriptor i periodista català.

## Biografia
Fou secretari de la presidència de la Generalitat de Catalunya en el període 1931-1934 durant les presidències de Francesc Macià i Lluís Companys. El 1934, i entre 1936 i 1939, va ser director de la Institució del teatre. En acabar la Guerra Civil emprengué el camí de l'exili cap a Prada de Conflent, on es trobava sovint amb Pompeu Fabra, a qui dedicà un retrat literari a Personatges inoblidables (Barcelona, 1968). Fou biògraf de Pau Casals, el qual musicà, en forma d'oratori, el llibre d'Alavedra Poema del pessebre.
Col·laborador del setmanari Mirador entre el 1929 i el 1935. Fou redactor en cap del diari L'Opinió. Creà la secció Mirador indiscret al diari Última Hora, el diari d'Esquerra Republicana. Autodidacta, inicià la seva activitat radiofònica el 1930 a Ràdio Barcelona. Els guions de la seva activitat a Ràdio Barcelona foren publicats en la recopilació El fet del dia (1935). La seva obra principal és el Poema del pessebre (1948), a partir del qual Pau Casals feu l'oratori del mateix nom. És autor d'una biografia del violoncel·lista publicada el 1962 i d'una obra de divulgació dedicada al públic infantil i juvenil (L'extraordinària vida de Pau Casals, 1970). Altres obres destacades publicades són Conxita Badia, una vida d'artista (1975), sobre la seva amiga i admirada cantant contemporània, Pelegrins en Montserrat i altres escrits (1971) i la biografia de Francesc Macià Francesc Macià. El camí cap a la Presidència de la Generalitat, 1859-1926.
En la seva joventut va compartir amistat i tertúlies polítiques i culturals amb Joan Salvat-Papasseit i Emili Eroles. Fou enterrat al cementiri de Montjuïc (agrupació 2, tomba menor 332).
Un dels seus fills va ser Macià Alavedra i Moner, exdirigent de CDC i conseller de Governació i d'Economia i Finances de la Generalitat de Catalunya.

## Fons
El seu fons personal es conserva a l'Arxiu Nacional de Catalunya des del 2008 i consta de  documentació personal i familiar; correspondència; obra creativa, en especial relativa a la difusió de l'obra El Pessebre per part de Pau Casals a Europa i Amèrica; activitat associativa i política; activitat de representació; recursos d'informació; biblioteca i hemeroteca.